# Vlag van Westervoort

Vlag van de gemeente Westervoort

De vlag van Westervoort is sinds 11 oktober 1976 de gemeentelijke vlag van de Gelderse gemeente Westervoort. De beschrijving luidt als volgt:
Gevierendeeld van wit en zwart, met over alles heen een vluchtdriehoek, waarvan de top tot aan de broekzijde reikt, van wit met  langs de boven- en onderzijde een zoom (dikte 1/7 vlaghoogte) van twee gegolfd aaneensluitende banen in geel (buitenkant) en blauw (binnenkant).
Het ontwerp is van de Stichting voor Banistiek en Heraldiek. De blokken en de kleuren zijn afkomstig van het gemeentewapen. De vlag bestaat uit vier gelijke blokken in de kleuren wit en zwart. Vanuit het midden van de broek naar de uiteinden van de vlucht is witte driehoek afgebeeld met een blauwe rand en een golvend gele lijn.

## Verwante afbeeldingen

Wapen van Westervoort

Aalten ·
Apeldoorn ·
Arnhem ·
Barneveld ·
Berg en Dal ·
Berkelland ·
Beuningen ·
Bronckhorst ·
Brummen ·
Buren ·
Culemborg ·
Doesburg ·
Doetinchem ·
Druten ·
Duiven ·
Ede ·
Elburg ·
Epe ·
Ermelo ·
Harderwijk ·
Hattem ·
Heerde ·
Heumen ·
Lingewaard ·
Lochem ·
Maasdriel ·
Montferland ·
Neder-Betuwe ·
Nijkerk ·
Nijmegen ·
Nunspeet ·
Oldebroek ·
Oost Gelre ·
Oude IJsselstreek ·
Overbetuwe ·
Putten ·
Renkum ·
Rheden ·
Rozendaal ·
Scherpenzeel ·
Tiel ·
Voorst ·
Wageningen ·
West Betuwe ·
West Maas en Waal ·
Westervoort ·
Wijchen ·
Winterswijk ·
Zaltbommel ·
Zevenaar ·
Zutphen